# Карпинтерия
Карпинтерия (англ. Carpinteria; букв. «Плотницкая») — прибрежный город в округе Санта-Барбара в штате Калифорния в Соединённых Штатах Америки.
Согласно данным переписи населения США 2020 года число жителей города 
составляло 13 264 человек, что, для такого небольшого населённого пункта, заметно больше (+ 1.7%), чем было во время предыдущей переписи проводившейся в 2010 году (13 040 человек).

## История
В доколумбову эпоху на этих землях жили коренные американцы из народа чумаши.
В 1769 году испанская экспедиция Портолы двинулась на запад вдоль пляжа из предыдущего ночного лагеря в Ринконе. Исследователи обнаружили большую деревню туземцев на мысе, где сегодня находится пирс Карпинтерии. Группа разбила лагерь неподалеку 17 августа. Хуан Креспи Фиоль, францисканский миссионер, путешествовавший с экспедицией, отметил, что «недалеко от города мы увидели несколько источников смолы. У индейцев много каноэ, и в то время они строили одно, поэтому солдаты назвали этот город Ла Карпинтерия (плотницкая мастерская)».
28 сентября 1965 года поселение было инкорпорировано и включено в реестр штата Калифорния, благодаря чему некорпоративное сообщество Карпинтерия официально получил статус города. С этого момента населения города каждое деясетиление росло со скоростью от 1,7% (2020-е) до 74,5% (1960-е), за исключением спада в 2010-е (− 8.1%).
Ныне Карпинтерия очень популярное место для сёрфинга. В 1912 году город принял девиз «Самый безопасный пляж в мире», который он использует и по сей день.

## География
Город расположен почти полностью на прибрежной равнине между хребтом Санта-Инез и Тихим океаном; сразу к северу от Карпинтерии лежат предгорья. Между предгорьями и населенной частью города находится сельскохозяйственные угодья. 

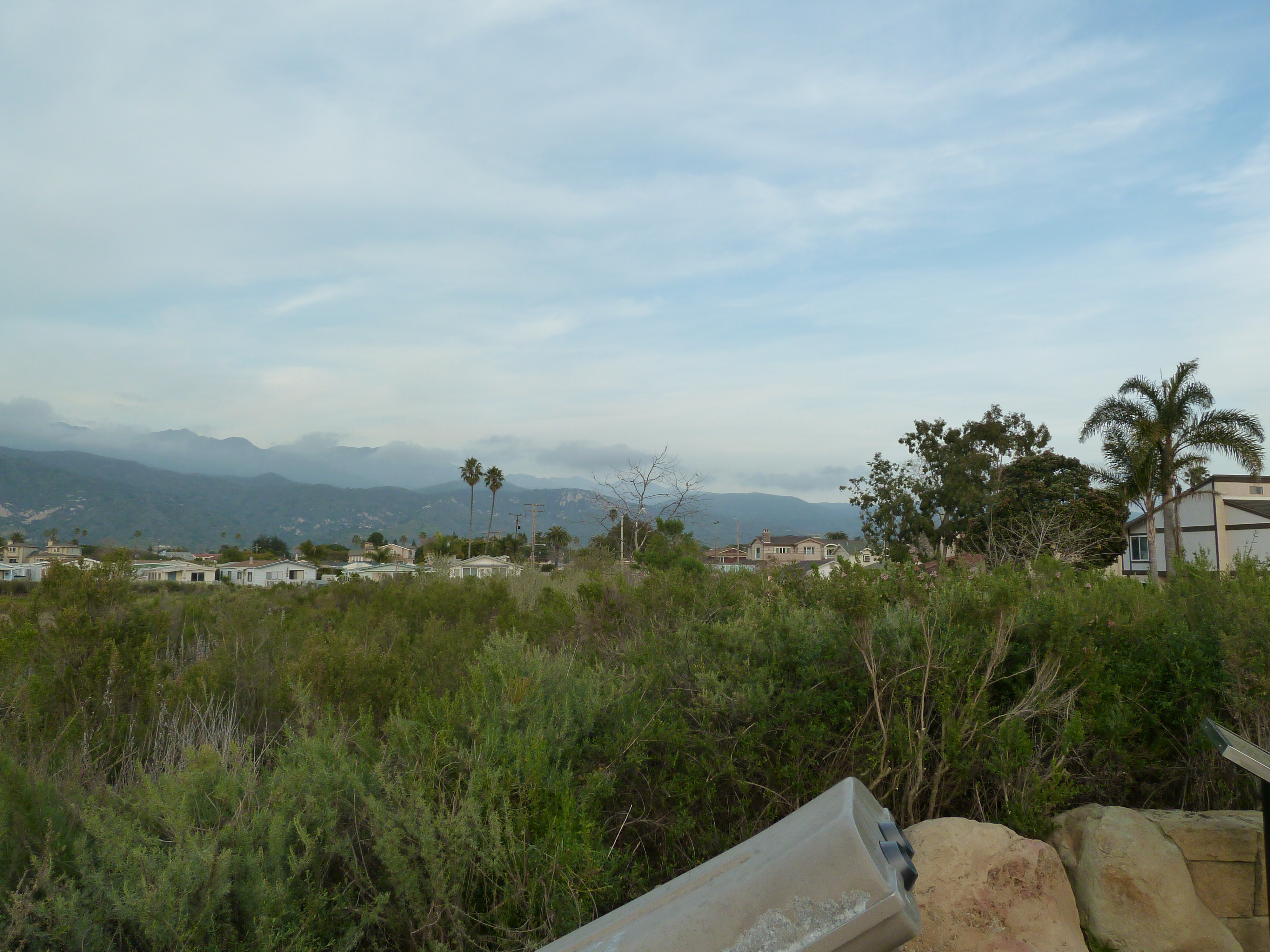
Карпинтерия

Горы, которые покрывает чапараль, создают живописный фон для города и демонстрирующие выступающие песчаниковые обнажения. Из-за хорошо проветриваемого характера воздушного бассейна концентрация озона низкая, а качество воздуха высокое. Близ Карпинтерии находится несколько смоляных ям.
Тюленей и морских львов можно увидеть в этом районе с декабря по май на лежбищах в близлежащих утесах и иногда сюда приплывают серые киты. В приливных бассейнах обитают морские звезды, актинии, крабы, улитки, осьминоги и морские ежи.
Сосна Уордхолм-Торри, самая большая известная сосна Торри на Земле, растет в центре города.

## Климат
Согласно данным представленным Национальной метеорологической службой США в этом регионе тёплое (но не жаркое) и сухое лето, при этом среднемесячные температуры не превышают 71,6 ° F. Согласно системе классификации климатов Кёппена, в Карпинтерии тёплый летний средиземноморский климат, на климатических картах сокращённо обозначаемый аббревиатурой «Csb».